# NGC 881
NGC 881 هي مجرة حلزونية تقع في كوكبة قيطس على بعد حوالي 235 مليون سنة ضوئية من درب التبانة. اكتشفها عالم الفلك الألماني البريطاني ويليام هيرشل عام 1785.